# Adolf Schmitthenner

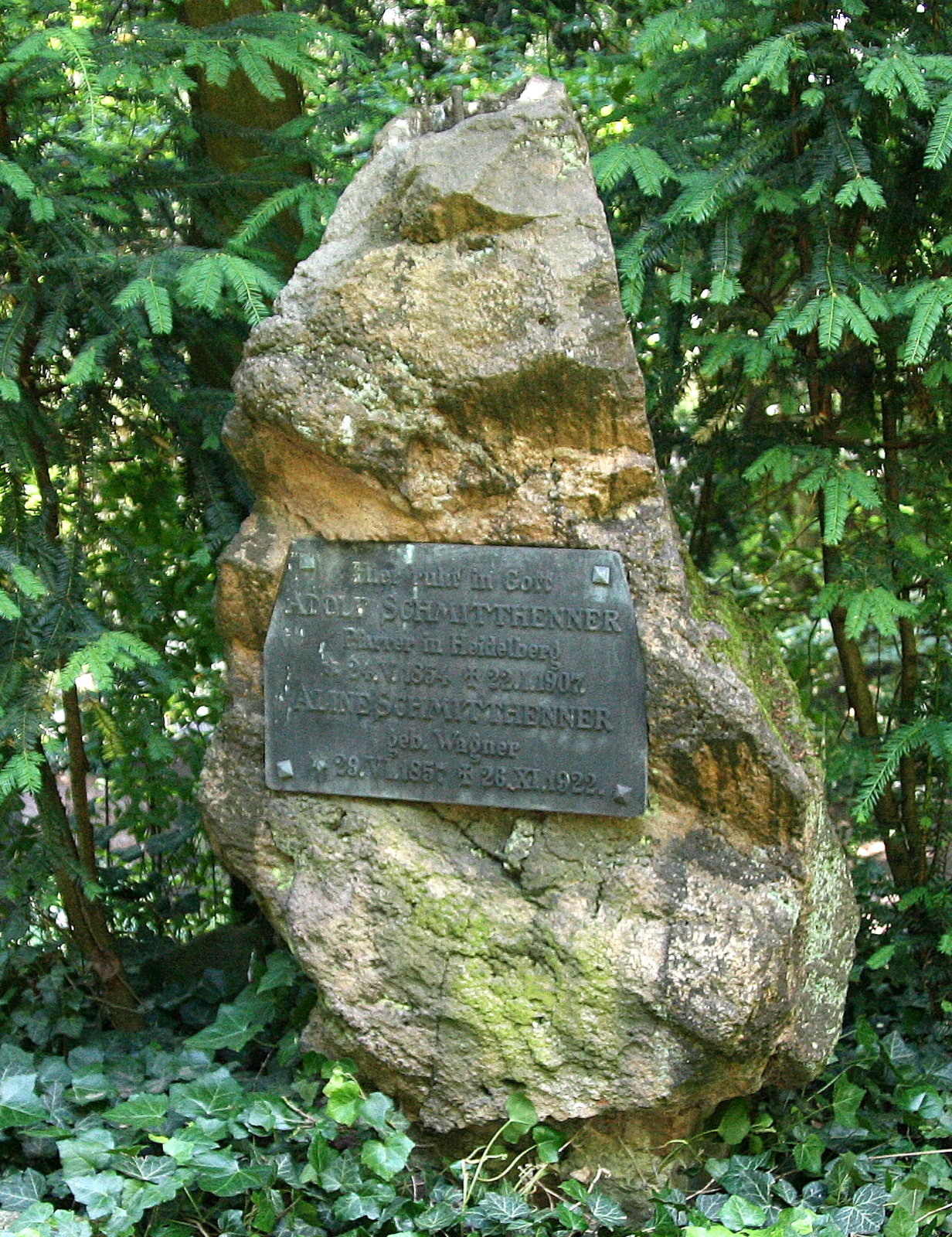
Adolf Schmitthenners grav.

Adolf Schmitthenner, född den 24 maj 1854 i Neckarbischofsheim, död den 22 januari 1907 i Heidelberg, var en tysk präst och författare. Han var bror till teologen Karl Ludwig Schmitthenner samt far till historikern Paul  Schmitthenner och geografen Heinrich Schmitthenner.
Schmitthenner var präst i sin hemstad 1882–1893 och därefter i Heidelberg till sin död. Han skrev en rad på sin tid mycket lästa noveller och romaner som Novellen (1896), Ein Michel Angelo (samma år) och Leonie (1899). Efter hans död utkom Das Tagebuch meines Urgrossvaters och berättelsen Vergessene Kinder. 